# Douroucouli commun
Aotus trivirgatus
Espèce
Statut de conservation UICN

 LC  : Préoccupation mineure
Statut CITES
Le Douroucouli commun (Aotus trivirgatus) est une espèce de singes du genre Aotus. Il est parfois appelé "singe hibou" ou "singe de nuit". Il occupe les forêts tropicales d'Amérique du Sud, et a pour particularité de vivre exclusivement la nuit. 

## Description
Ce singe appartient aux primates dits "minuscules", de par une taille variant de 25 à 35 centimètres environ à l'âge adulte, et un poids oscillant entre 600 grammes et 1 kilogramme. Son ventre est d'ordinaire gris ou marron clair/orangé, sa face généralement blanche, marquée par de grands yeux (non sans rappeler le hibou). Possédant une queue très longue, parfois de taille égale voir supérieure au corps entier, cet aotus est notamment capable de conserver un équilibre exceptionnel lorsqu'il saute d'arbre en arbre pour cueillir des fruits ou chasser de petits oiseaux.
Sa réputation d'animal discret n'est pas usurpée, puisqu'il chasse et se déplace généralement sans le moindre bruit, amortissant ses chutes, déambulant très rapidement, grâce à sa légèreté et une grande souplesse. Le douroucouli s'aide également de sa nyctalopie: ses grands yeux sont pourvus d'une plus grande quantité de bâtonnets que l'œil humain normal, mais le nombre de cônes se trouve réduit. Ainsi, il s'oriente parfaitement bien et distingue totalement son environnement par une luminosité extrêmement faible; en revanche, sa perception des couleurs pourrait, d'après certaines études, se trouver faussée. 

## Comportement
Par ailleurs, une de ses particularités pour le moins surprenante est le fait qu'il peut reproduire, par le seul biais de son gosier, de très nombreux sons, allant des cris de fauves à des sonorités rappelant une cloche ou un gong. Sur un plan social, le singe hibou se regroupe en petites communautés (chacune occupant souvent un même tronc creux lors du sommeil diurne) de quelques dizaines d'individus tout au plus.